# Smaczliwka wdzięczna

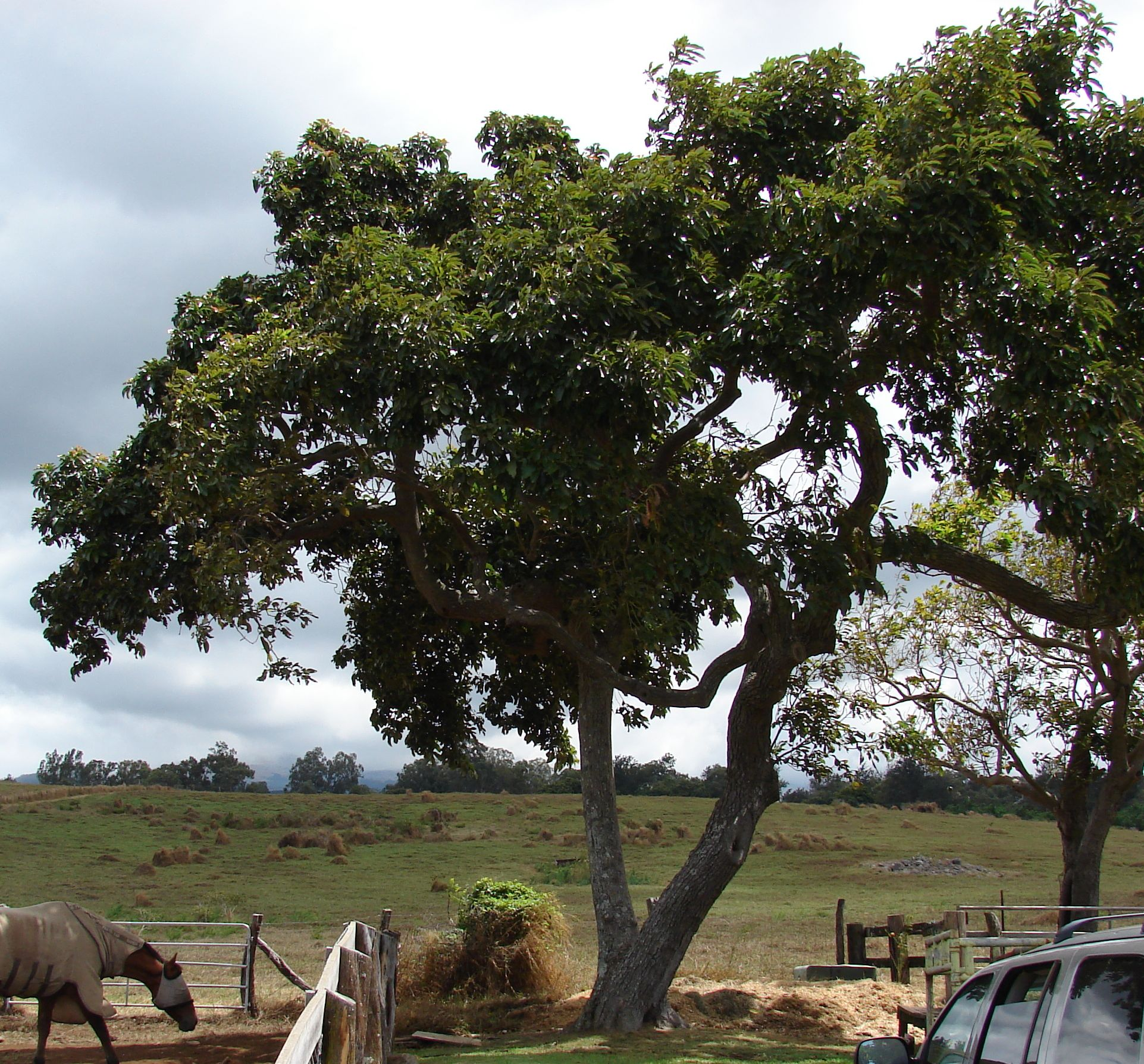
Pokrój

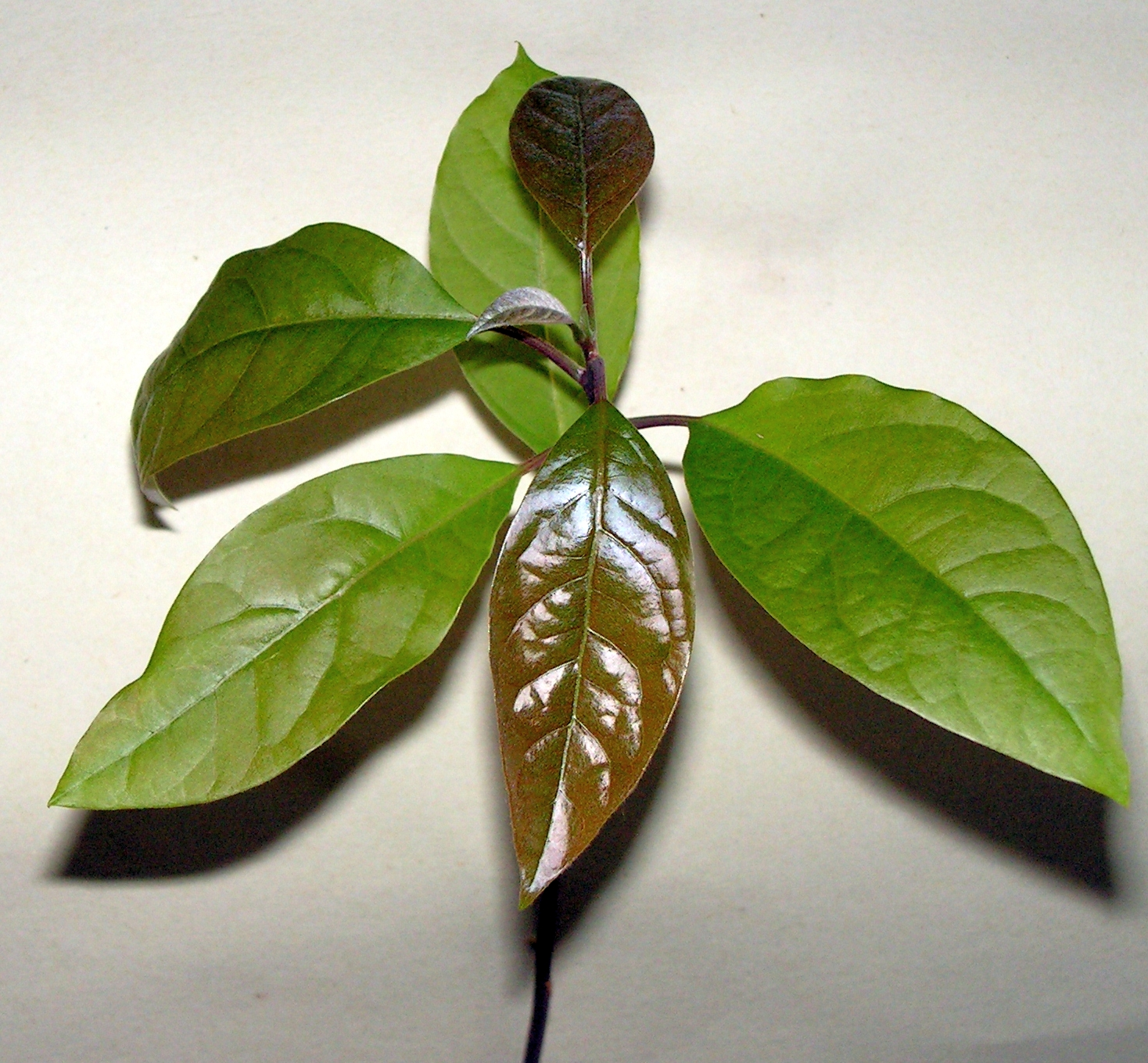
Liście

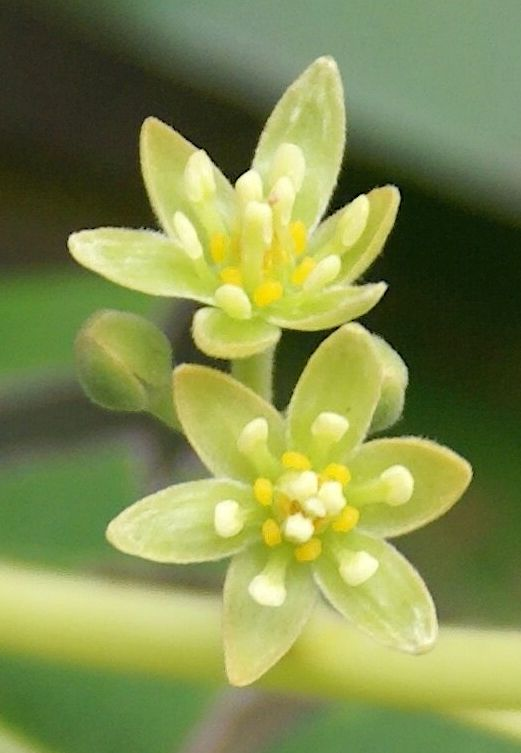
Kwiat

Smaczliwka wdzięczna, awokado właściwe (Persea americana) – gatunek wiecznie zielonych drzew z rodziny wawrzynowatych (Lauraceae). Wykopaliska dowodzą, że awokado było już wykorzystywane 7000 lat p.n.e. Pierwotnie pochodzi z południowego Meksyku, lecz stosunkowo szybko rozpowszechniło się z Ameryki Północnej – przez Środkową – aż do Południowej (Peru).

## Morfologia
PokrójDrzewo dorastające do 24 m wysokości.
LiścieSkórzaste, lancetowate, całobrzegie, o długości do 25 cm, 2–12 cm szerokości, ułożone na pędzie skrętolegle lub naprzemianlegle.
KwiatyŻółtawozielone, zebrane w wiechy na szczytach pędów.
OwoceOwoc o masie do 170 g, nazywany gruszką awokado, ma gruszkowaty, rzadziej okrągły lub jajowaty kształt. Gruby, zielony egzokarp otacza tłusty, kremowozielonkawy miąższ (mezokarp) oraz niejadalne nasiono. Ze względu na brak endokarpu owoc ten jest jednonasienną jagodą, z nasionem otoczonym cienką łupiną nasienną. Z uwagi jednak na podobieństwo morfologiczne część autorów zalicza ten owoc do pestkowców.
Okres dojrzewania owocu jest wyjątkowo długi – przeciętnie trwa 6-8 miesięcy. Częścią jadalną jest miąższ, stanowiący ok. 85% masy owocu.

## Znaczenie gospodarcze
| Awokado Produkcja w 2018              | Awokado Produkcja w 2018 |
| Państwo                               | Produkcja (w tonach)     |
| ------------------------------------- | ------------------------ |
| Meksyk                                | 2 184 663                |
| Dominikana                            | 644 306                  |
| Peru                                  | 504 517                  |
| Indonezja                             | 410 094                  |
| Kolumbia                              | 326 666                  |
| Brazylia                              | 235 788                  |
| Kenia                                 | 233 933                  |
| Stany Zjednoczone                     | 168 528                  |
| Wenezuela                             | 139 685                  |
| Izrael                                | 131 720                  |
| Świat                                 | 6 407 171                |
| Źródło: FAOSTAT of the United Nations |                          |

Awokado jest uprawiane głównie w Ameryce Północnej (76% światowej produkcji), Afryce (11%), Azji (9%) i południowej Europie (2%).
W medycynie ludowej awokado miało szereg zastosowań, w tym leczenie nadciśnienia tętniczego, cukrzycy, zapalenia oskrzeli, bóli brzucha i biegunek. Skórka owocu wykazuje działanie antybiotyczne (stosowano ją jako środek przeciwrobaczy). Olej z nasiona ma właściwości ściągające, wywar z pestek uśmierzał ból zębów, a pasta z mielonych pestek stosowana była w leczeniu dolegliwości skórnych (świerzb, łupież, ropiejące rany). Liście stosowano jako środek przeciwkaszlowy, stosowano je ponadto w niedokrwistości, hipercholersterolemii, zapaleniu błony śluzowej żołądka, wrzodów żołądka i dwunastnicy, a okłady z liści do leczenia nerwobóli. W badaniach na zwierzętach wykazano pozytywny wpływ na profil lipidowy krwi, stężenie HDL, poziom glukozy i stężenie hemoglobiny.
Awokado jest stosowane także w sztuce kulinarnej. Zawarte w owocach tłuszcze są równie łatwo przyswajalne przez organizm człowieka co masło. Zawartość nienasyconych tłuszczów sprawia, że polecane powinno być osobom chorującym na miażdżycę, nadciśnienie oraz jako uzupełnienie diety lub substytut masła.
W 2000 r. na Międzynarodowym Kongresie Chemicznym w Honolulu dr H. Kawagishi z Uniwersytetu Shizuoka (Japonia) przedstawił zachęcające wyniki oddziaływania awokado na wątrobę uszkodzoną wirusowym zapaleniem wątroby (WZW typu C).
Dojrzały owoc doskonale się rozsmarowuje. Bywa zamiennikiem tłuszczów zwierzęcych. Spożywać go można w postaci sałatek oraz przystawek. Dodanie soku z cytryny zapobiega brunatnieniu miąższu owocu.
Owoc znajduje także różnorodne zastosowanie w kuchniach etnicznych:
- wegetariańskie sushi (Japonia/Kalifornia),
- napoje mleczne z awokado i lodem (vitamina de abacate, Brazylia),
- pasta z awokado (guacamole, Meksyk),
- odwar sporządzony ze skóry pomaga w rozstrojach żołądkowo-jelitowych oraz wykazuje działanie przeciwrobacze.

Awokado stosuje się także w kosmetyce. Maseczki z tego owocu łagodzą podrażnienia skóry (w tym również spowodowane słońcem) i odżywiają cerę.

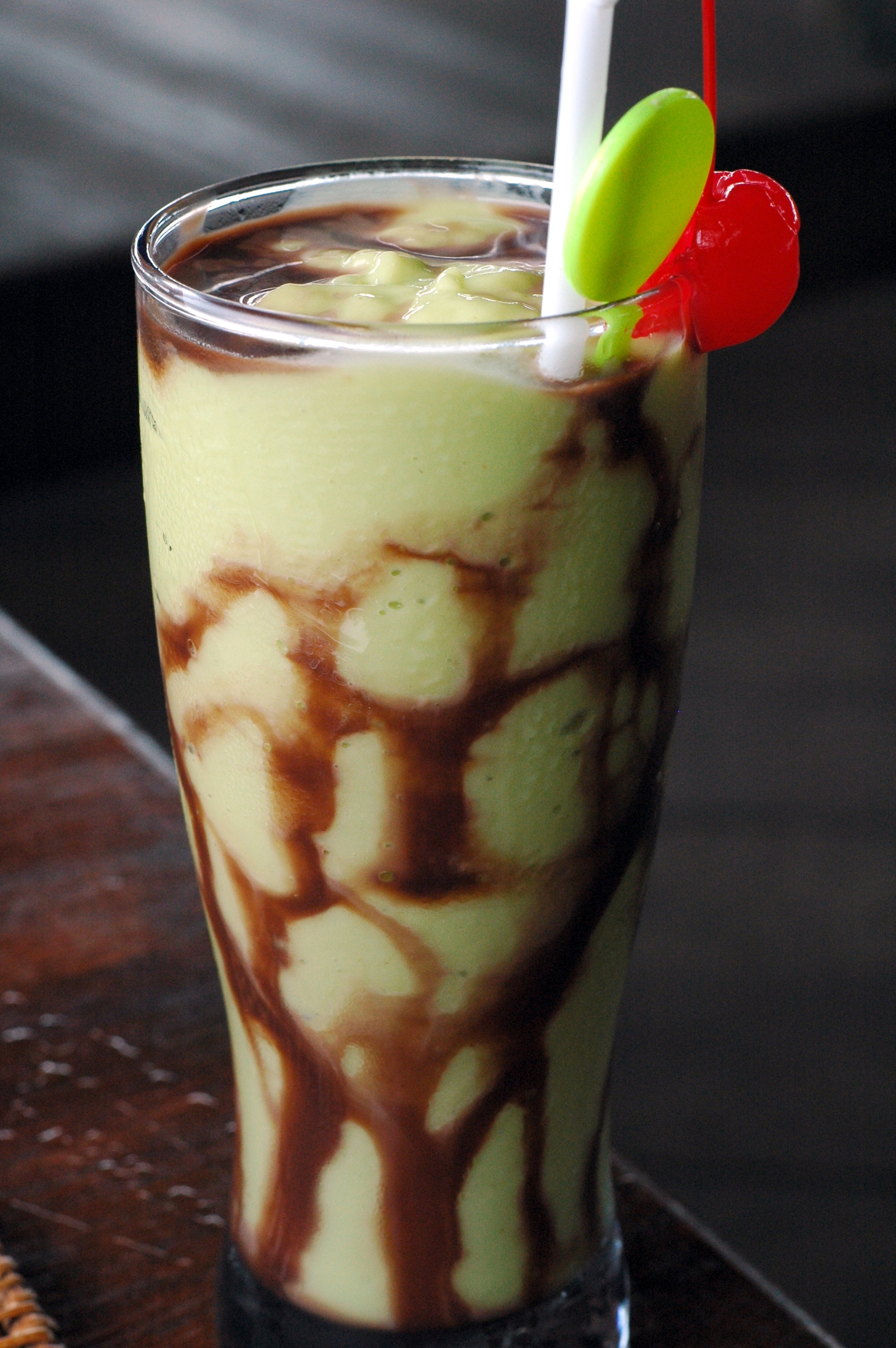
Indonezyjski shake (jus alpokat)
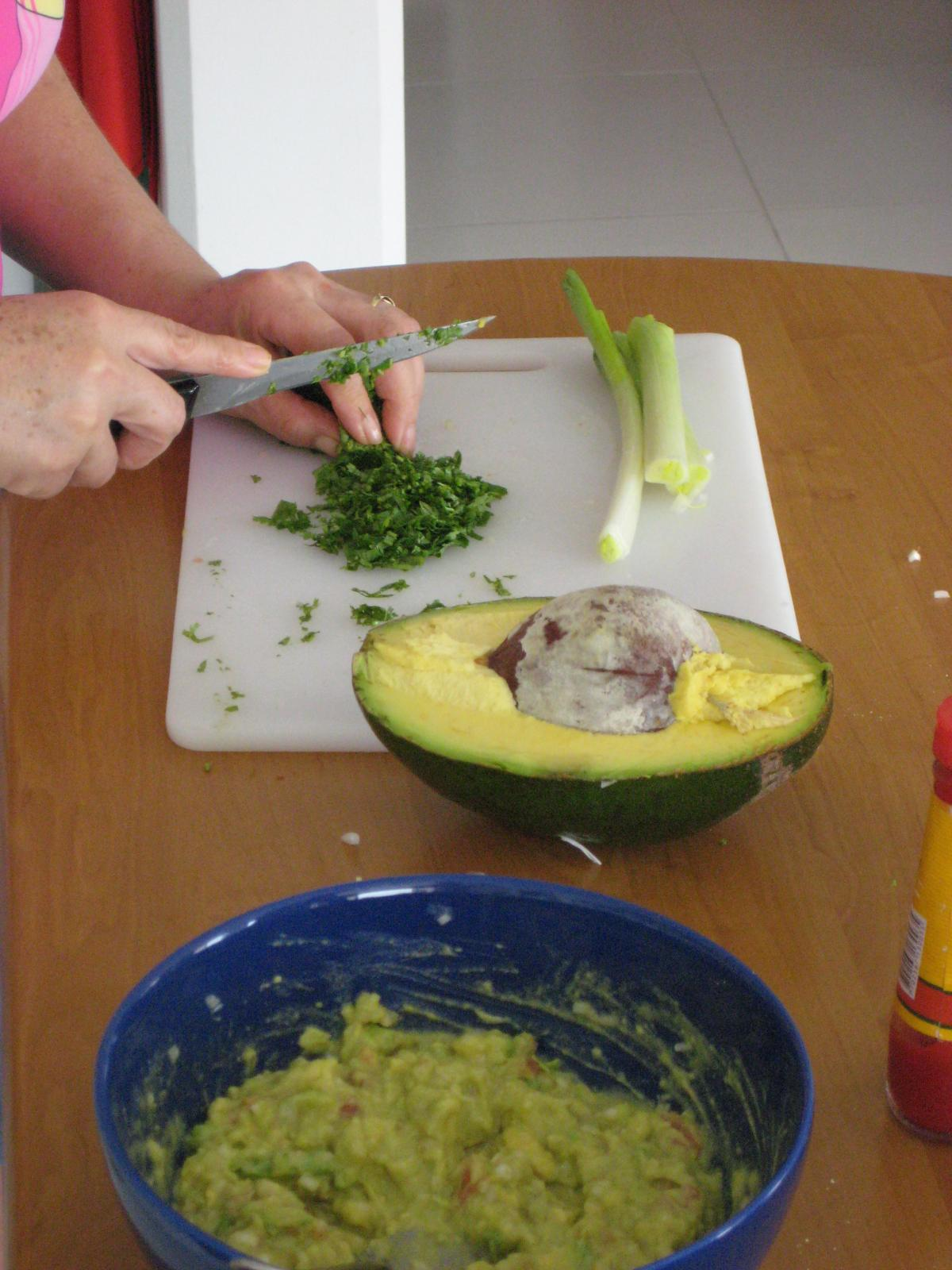
Guacamole

## Skład chemiczny i wartość odżywcza
| Aminokwasy (w 100 g) |
| --- |
| - Izoleucyna – 89 mg; - Leucyna – 158 mg; - Lizyna – 118 mg; - Metionina – 47 mg; - Fenyloalanina – 86 mg; - Tyrozyna – 32 mg; - Treonina – 83 mg; - Walina – 122 mg; - Alanina – 151 mg; - Kwas asparaginowy – 353 mg; - Kwas glutaminowy – 265 mg; - Glicyna – 105 mg; - Prolina – 97 mg; - Seryna – 102 mg. |

### Toksyczność dla zwierząt
Roślina jest trująca dla psów, kotów, koni, bydła, kóz, królików, ptaków (strusi, kur, kanarków, papużek falistych) i ryb z powodu zawartości persyny. Spożycie może doprowadzić do śmierci. Ptaki tropikalne w rejonach, gdzie awokado występuje naturalnie, np. trogony czy kwezale zjadają dzikie owoce awokado bez uszczerbku na zdrowiu.